# Ruta George Lawrence

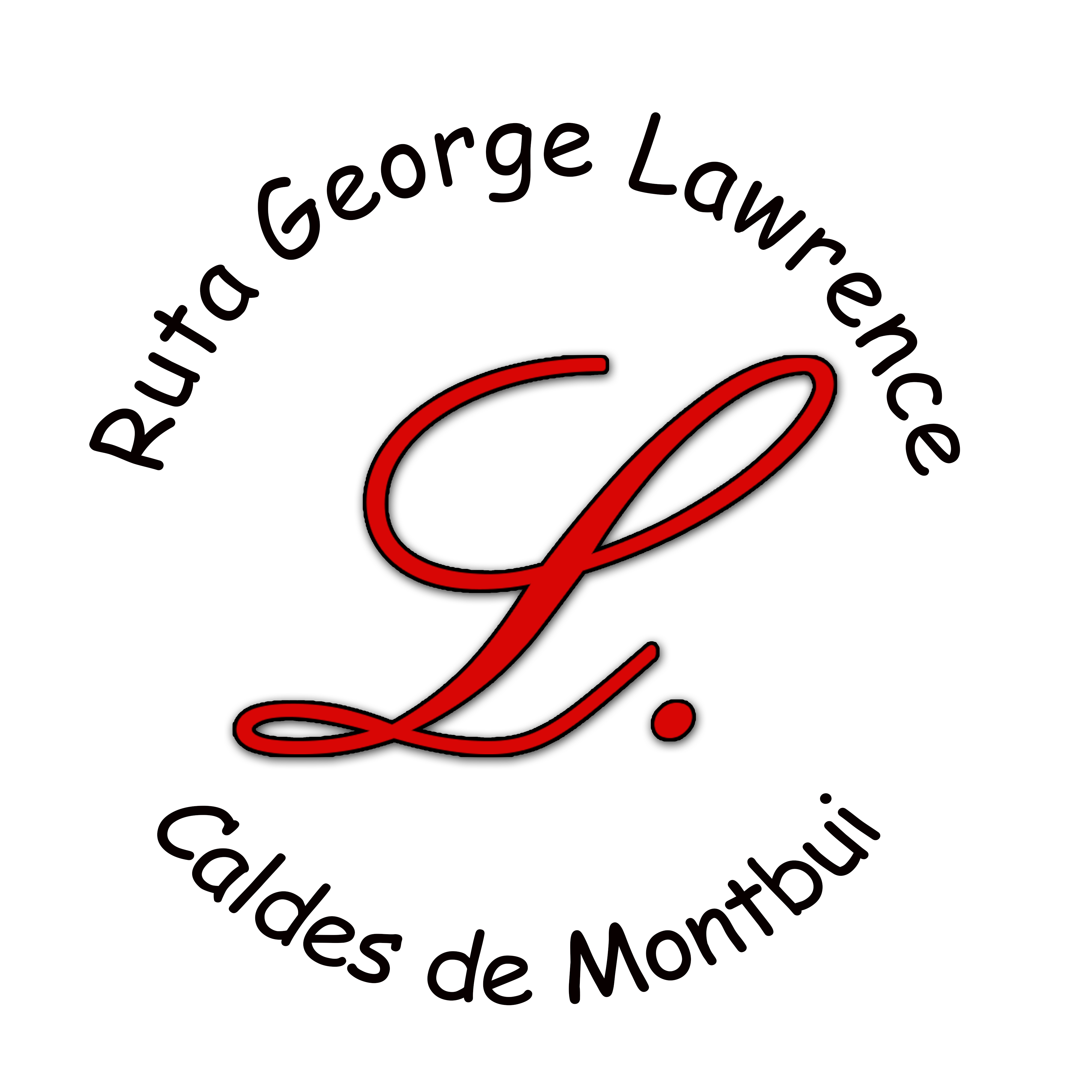
Logo de la Ruta Lawrence

La ruta George Lawrence és una ruta turística i cultural que a través d'un recorregut per diverses zones de Caldes de Montbui evoca les principals aportacions que va fer a la vila el missioner gal·lès George Lawrence Davis.

## La ruta

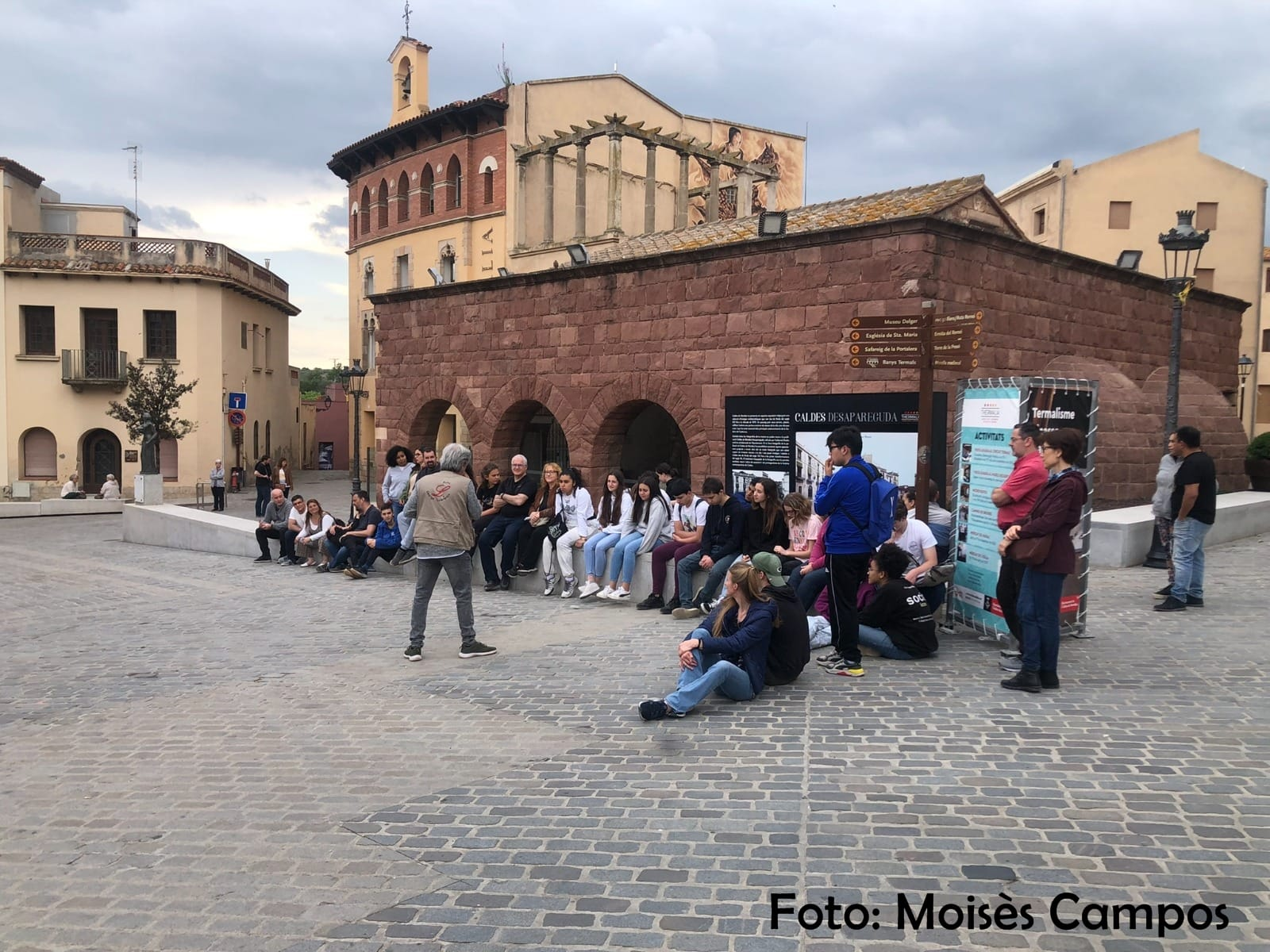
Visitants a la Ruta el 30 d'abril de 2022

La Ruta George Lawrence té com a objectiu principal donar a conèixer els valors i el llegat del missioner evangèlic George Lawrence Davis. A través de la recuperació de la memòria històrica es pot conèixer la notable empremta que va deixar, juntament amb el seu equip, a múltiples llocs de la Península i les Balears, malgrat haver caigut en l'oblit a causa del rebuig i menysteniment imposats per el sistema religiós-polític de l'Espanya dels segles XIX i XX.
George Lawrence va néixer a Monmouth (Gal·les) el 16 de setembre de 1830. Abans de la caiguda d'Isabel II ja va fer els seus primers viatges missioners per Espanya, encara que de forma clandestina. Després d'un període fora del país, va poder tornar en triomfar la “Revolució Gloriosa” del 1868, recalant ben aviat a Barcelona i rodalia, des d'on va desenvolupar una prolífica i diversificada activitat missionera, ocupant-se dels més desafavorits.
La Ruta George Lawrence a Caldes de Montbui (Vallès Oriental), fruit de recerca oral i documental, mostra la importància de la seva tasca, desenvolupada sobretot a Barcelona i Caldes de Montbui. En aquesta població vallesana, va iniciar una església i va fundar una escola coneguda com “l'escola dels pobres”. Està enterrat a la zona dissident del cementiri i un carrer porta el seu nom.
La Ruta Lawrence, que s'està efectuant des de febrer de 2012, està convenientment contextualitzada amb aspectes socials, religiosos, costumistes i urbanístics de l'època, discorrent per diversos paratges urbans de la vila, donant-se a conèixer els valors espirituals i solidaris de George Lawrence i el seu equip: fe, amor, acció i lluita.

## Articles
- Una visita inesperada, Setmanari Montbui, 20-4-2012
- Caldes i Lawrence a l'Argentina, Setmanari Montbui, 10-10-2012
- Recordant Lawrence i el seu llegat, Setmanari Montbui, 27-6-2014
- Ruta Lawrence desitjada, Setmanari Montbui, 27-9-2019
- Feina encomanada: Rura Lawrence, Setmanari Montbui, 31-10-2019
- Ruta Lawrence para manchegos, Edificación cristiana, maig-juny, 2015
- Ruta Lawrence per a fraternitzar, Setmanari Montbui, 11-11-2022.